# Гаути
Гау́ти (бел. Гаву́ці, пол. Gaucie) — деревня в Сморгонском районе Гродненской области Белоруссии.
Входит в состав Коренёвского сельсовета.
Расположена в центральной части района. Расстояние до районного центра Сморгонь по автодороге — около 12 км, до центра сельсовета деревни Корени по прямой — чуть менее 7 км. Ближайшие населённые пункты — Лисичино, Лубянка, Подзелёная. Площадь занимаемой территории составляет 0,8120 км², протяжённость границ 10780 м.
Согласно переписи население Гаутей в 1999 году насчитывало 188 человек.
Автомобильной дорогой местного значения Н7941 деревня связана с автодорогой республиканского значения Р63 Борисов — Вилейка — Ошмяны. Также Гаути связаны дорогами местного значения:
- Н6758 с Березняками;
- Н7940 с пчёлообъединением деревни Гаути;
- Н7942 с Лубянкой;
- Н7989 с Хотенями

К северу от деревни расположена железнодорожная платформа Гаути на участке Молодечно — Гудогай Минского отделения Белорусской железной дороги.
Поблизости от деревни на шоссе Р63 делают остановку автобусы регулярных маршрутов :
- Сморгонь — Валейковичи
- Сморгонь — Кушляны

Возле Гаутей находится немецкое кладбище участников Первой мировой войны с памятником и католической часовней.